# Ataque del cuartel de Zarichne
El 3 de noviembre de 2023, las Fuerzas Armadas de Rusia lanzaron un ataque aéreo contra las tropas ucranianas de la 128.ª Brigada Separada de Asalto de Montaña en la aldea de Zarichne, dentro de los territorios del óblast de Zaporiyia aún bajo soberanía de Ucrania. Diecinueve soldados ucranianos murieron en el ataque.

## Bombardeo
El 3 de noviembre de 2023, el mando de la 128.ª Brigada Separada de Asalto de Montaña reunió a un cierto número de militares para recibir premios con motivo del Día de las Fuerzas de Misiles y de Artillería. Durante la formación, alrededor de las 10-11 de la mañana, un misil Iskander-M disparado por las Fuerzas Armadas rusas voló hacia el lugar de la adjudicación.
Según Hromadske, el ataque se produjo cuando los militares esperaban la llegada del comandante de brigada Dmytro Lysiuk, que llegó tarde a la ceremonia. Los rusos siguieron a los combatientes con un dron antes de lanzar el ataque. Más tarde, los canales rusos de Telegram difundieron en línea un video supuestamente desde el lugar del ataque, que muestra a soldados ucranianos siendo perseguidos por un vehículo aéreo no tripulado ruso.

## Damnificados
El 5 de noviembre, el parlamentario ucraniano Oleksiy Kucherenko informó que 28 soldados murieron en el ataque y otros 53 resultaron heridos.
El 6 de noviembre, la 128.ª Brigada Separada de Asalto de Montaña confirmó el ataque y declaró que 19 militares murieron en el mismo.
Entre los muertos como resultado del ataque se encontraban un empleado del Ministerio de Asuntos de los Veteranos, Serhiy Kuznev, el comandante del pelotón de artillería Dmytro Miliutin, el subcomandante de la 128.ª brigada, el teniente coronel Andriy Tarasenko y el exjefe del Centro Territorial Regional de Reclutamiento y Apoyo social Volodymyr Voznyi.
El jefe de la Administración Militar Regional del Óblast de Transcarpacia, donde tiene su base la 128.ª brigada, Viktor Mykyta, dijo que desde el 6 de noviembre se ha declarado un período de luto de tres días en el óblast por los muertos como resultado del ataque.

## Reacciones
El 4 de noviembre, el Centro de Comunicaciones Estratégicas de las Fuerzas Armadas de Ucrania confirmó el ataque a la 128.ª Brigada. El Ministro de Defensa de Ucrania, Rustem Umiérov, ordenó realizar una investigación sobre las circunstancias de la zona del frente.
En un mensaje de vídeo emitido la tarde del 5 de noviembre, el presidente de Ucrania, Volodímir Zelenski, expresó sus condolencias a las familias de las víctimas y dijo que se había abierto un proceso penal por el hecho del bombardeo.
En la tarde del 6 de noviembre, el presidente Zelenski y el Estado Mayor de las Fuerzas Armadas de Ucrania anunciaron que el comandante de la 128.ª Brigada, Dmytro Lysiuk, que dirigió a los combatientes en la formación, había sido suspendido de sus funciones.
El 14 de noviembre, la Inspección Principal del Ministerio de Defensa de Ucrania informó al ministro Umiérov sobre los resultados de la verificación de las circunstancias del ataque con misiles: según el ministro, "ahora sabemos minuto a minuto qué pasó y cómo. "Descubrimos qué condujo a la tragedia y cómo podría haberse evitado". Se observa que se ignoraron las reglas de camuflaje y otras medidas de seguridad. El Ministro de Defensa dijo que la investigación, en particular, está a cargo de la Oficina Estatal de Investigación y ordenó al Estado Mayor de las Fuerzas Armadas de Ucrania que "verifique la implementación de los protocolos de seguridad en las unidades". En un comentario en su publicación, el ministro también señaló que la orden incluye "la regulación del procedimiento para anunciar incentivos y entregar premios".

## Represalias de las fuerzas ucranianas
Los funcionarios ucranianos dijeron que tomaron represalias por el ataque atacando a tropas rusas de la 810.ª Brigada de Infantería Naval de la Guardia Nacional de Ucrania con base en la parte del óblast de Jersón que no esta bajo ocupación de Rusia, el 21 de noviembre.